# Tetracetato di piombo
Il tetracetato di piombo, o acetato di piombo(IV), è un composto chimico con formula Pb(CH3COO)4. È un solido incolore solubile in solventi organici non polari, e non è pertanto definibile un sale. È degradato dall'umidità ed è tipicamente immagazzinato in acido acetico. È spesso usato nella sintesi organica.
È un composto tossico per la riproduzione, nocivo, pericoloso per l'ambiente. A contatto con sostanze combustibili può innescare una fiamma.

## Struttura
Allo stato solido i centri di piombo(IV) sono coordinati da quattro ioni acetato, che sono bidentati, ciascuno coordinato tramite due atomi di ossigeno. L'atomo di piombo è ottacoordinato e gli atomi di O formano un dodecaedro trigonale appiattito.

## Preparazione
In genere il tetracetato di piombo viene preparato trattando il piombo rosso con acido acetico e anidride acetica (Ac2O), che assorbe l'acqua:
{\displaystyle {\ce {Pb3O4 + 4 Ac2O -> Pb (OAc) 4 + 2 Pb (OAc)2}}}
Il restante acetato di piombo (II) può essere parzialmente ossidato al tetraacetato:
{\displaystyle {\ce {2Pb(OAc)2 + Cl2 -> Pb(OAc) 4 + PbCl2}}}

## Reagente in chimica organica
Il tetracetato di piombo è un forte agente ossidante,  una fonte di gruppi acetilossi e un reagente generale per l'introduzione del piombo nei composti di organopiombo. In chimica organica viene utilizzato per molte reazioni, tra le quali:
- Acetossilazione di legami C-H dell'etere benzilico, allilico e α-ossigeno, ad esempio la conversione fotochimica del diossano in 1,4-diossene attraverso l'intermedio 2-acetossi-1,4-diossano[7] e la conversione dell'α-pinene in verbenone.[8]
- Nel riarrangiamento di Hofmann come reagente alternativo al bromo.[9]
- Ossidazione di idrazoni in diazocomposti.[10]
- Per formare aziridina, come nel caso della reazione di N-amminoftalimide e stilbene.[11]
- Scissione di α-idrossiacidi[12]  o 1,2-dioli nei loro corrispondenti aldeidi o chetoni, spesso sostituendo l'ozonolisi; per esempio, l'ossidazione del di-n-butil-d-tartrato in n-butil gliossilato.[13]
- Reazione con alcheni per formare γ-lattoni.
- Ossidazione di alcoli che trasportano un δ-protone in eteri ciclici.[14]
- Scissione ossidativa di alcoli allilici.[15][16]
- Conversione di acetofenoni in acidi fenilacetici.[17]
- Decarbossilazione degli acidi carbossilici agli alogenuri alchilici nella reazione di Kochi.[18]

## Sicurezza
L'acetato di piombo (IV) può essere fatale se ingerito, inalato o assorbito attraverso la pelle. Causa irritazione a pelle, occhi e vie respiratorie. È una neurotossina. Colpisce il tessuto gengivale, il sistema nervoso centrale, i reni, il sangue e l'apparato riproduttivo.